# Paralimnetis mapimi
Paralimnetis mapimi är en kräftdjursart som beskrevs av Maeda-Martinez 1987. Paralimnetis mapimi ingår i släktet Paralimnetis och familjen Lynceidae. Inga underarter finns listade i Catalogue of Life.